# Martin Spahn
Johan Martin Adolf Spahn, född 7 mars 1875 i Marienburg, död 12 maj 1945 i Seewalchen am Attersee, Oberösterreich, var en tysk historiker. Han var son till Peter Spahn.
Spahn blev 1898 privatdocent i historia i Berlin, 1901 professor i Strassburg samt var 1919–40 professor i Köln. Han var flera gånger riksdagsledamot och tillhörde först Centrumpartiet, men fjärmades småningom från detta genom sin opposition mot partiets demokratiska riktning under Matthias Erzberger och Joseph Wirth samt övergick formligen 1921 till Tysknationella folkpartiet för vilket han 1924–33 tillhörde Weimarrepublikens riksdag. År 1933, efter det nazistiska maktövertagandet, inträdde han i Nationalsocialistiska tyska arbetarepartiet, vilket han representerade i riksdagen intill 1945. 
Spahn författade skrifter om bland annat teologen Johannes Cochläus, målaren Philipp Veit, påven Leo XIII och rikskanslern Otto von Bismarck. Som historiker ägnade han sig åt frågor rörande tidningars användbarhet som källor i historievetenskaplig forskning, och han blev ledare för institutet för tidningskunskap, upprättat 1920, vid Kölns universitet.